# ان‌جی‌سی ۱۹۹۰
ان‌جی‌سی ۱۹۹۰ (انگلیسی: NGC 1990) توسط ویلیام هرشل در سال ۱۷۸۶ با تلسکوپ ۱۸.۷ اینچی کشف شد.  با این حال، شکی وجود دارد که این شی در واقعیت وجود داشته باشد زیرا چندین جستجوی بصری بسیار مدرن نتوانسته اند مکان و وسعت دقیق سحابی بازتابی را شناسایی کنند. عکس‌های مدرن از این منطقه با دوربین‌ها، نشت فرابنفش را نشان می‌دهد که تصور نادرستی از یک سحابی آبی بزرگ در اطراف ε اوری (ستاره نظام) ایجاد می‌کند. عکاسی دقیق تر، سحابی را در آن منطقه نشان نمی‌دهد.